# Silvestre Varela
Silvestre Manuel Gonçalves Varela, né le 2 février 1985 à Almada, est un footballeur international portugais qui évoluait au poste d'ailier entre 2004 et 2023. Quelques semaines après avoir raccroché les crampons, il devient entraîneur adjoint au FC Porto B alors coaché par António Folha.

## Biographie
Silvestre Varela a été formé au Sporting CP du Portugal mais faute d'avoir réussi à s'imposer, il est prêté à Casa Pia AC et au Vitória Setubal dans ses premières années professionnelles. Malgré sa situation d'habitué de l'équipe du Portugal des moins de 21 ans et participant aux différents tournois de jeunes, il ne s'est jamais imposé dans l'équipe première du Sporting, n'apparaissant qu'à deux reprises seulement en tant comme remplaçant.
En 2007-2008, après deux saisons au Vitoria Setubal, Varela à côté de deux anciens acteurs du Sporting CP que sont Beto et Carlos Martins, est prêté dans les rangs du Recreativo Huelva où il joue 22 matchs de championnat et acquiert une bonne expérience de la Liga. Cependant, il retourne au Sporting en juillet 2008 avant d'être immédiatement vendu au C.F. Estrela da Amadora.
Peu avant la fin de la saison de la Liga Sagres, il conclut en mars 2009 un accord avec les dirigeants du FC Porto, attiré par ses bonnes prestations et auteur de huit buts en championnat. Il y signe en juillet 2009 pour quatre ans et un transfert sans dédommagement. À la suite de ses bonnes prestations et au départ d'Hulk, il prolonge son contrat jusqu'en juin 2016.
Le 24 août 2014, il est prêté un an au club anglais de West Bromwich Albion. Le 20 janvier, il quitte l'Angleterre pour l'Italie, rejoignant Parme, de nouveau en prêt
En août 2015, il revient au FC Porto et prend le numéro 7 de Ricardo Quaresma, parti au Beşiktas JK, car c'est pour lui, le meilleur joueur de l'histoire du FC Porto.
Il annonce mettre un terme à sa carrière le 27 mai 2023. Le lendemain, à l'occasion de l'ultime journée du championnat du Portugal du FC Porto, il est invité à descendre sur la pelouse pour recevoir les hommages du public du Estádio do Dragão.

### Carrière internationale
Le 3 mars 2010, à l'occasion d'un match amical contre la Chine, le sélectionneur Carlos Queiroz fait appel à lui dans le groupe portugais. Il honora sa première sélection en entrant en cours de deuxième période et participera à la victoire des siens 2-0 à Coimbra.
Lors de l'Euro 2012, il a marqué un but décisif en compétition le 13 juin 2012 à la 87e minute lors de la victoire du Portugal 3-2 face au Danemark.
Le 11 septembre 2012, il débloque la situation, pour son premier ballon touché, à la 64e minute du match face à l'Azerbaïdjan dans un match comptant pour les qualifications pour la Coupe du monde 2014.
Lors de la Coupe du monde 2014, il s'illustre en marquant le but égalisateur face aux Etats-Unis lors du deuxième match de poules.  

## Palmarès
FC Porto
- Champion du Portugal en 2011, 2012 et 2013.
- Vainqueur de la Coupe du Portugal en 2010 et 2011.
- Vainqueur de la Supercoupe du Portugal en 2009, 2010, 2011, 2012 et 2013.
- Vainqueur de la Ligue Europa en 2011.
- Finaliste de la Coupe de la Ligue en 2013.